# Provincia di Germán Busch
Germán Busch è una provincia del dipartimento boliviano di Santa Cruz ed il suo capoluogo è Puerto Suárez.

## Storia
La provincia prese il nome attuale il 30 novembre 1984 in memoria di Germán Busch, ex-presidente ed eroe della Guerra del Chaco durante la quale la Bolivia combatté e venne sconfitta dal Paraguay per il possesso del Chaco Boreal.

## Geografia antropica

### Suddivisioni amministrative
La provincia è suddivisa in 3 comuni:
- Puerto Suárez
- Puerto Quijarro
- El Carmen Rivero Tórrez

## Economia
L'economia della provincia si basa principalmente sull'agricoltura e sull'estrazione mineraria, in particolare di ferro e manganese. Vi sono inoltre giacimenti di gemme preziose, quali bolivianite, ayoreite, anahite e ametiste.
Comprende alcuni dei maggiori porti fluviali della Bolivia, tra cui Puerto Busch, che vengono utilizzati per trasportare le materie prime estratte dal sottosuolo tramite il fiume Paraguay.